# Coquillettidia rochei
Coquillettidia rochei är en tvåvingeart som först beskrevs av Doucet 1951.  Coquillettidia rochei ingår i släktet Coquillettidia och familjen stickmyggor.
Artens utbredningsområde är Madagaskar. Inga underarter finns listade i Catalogue of Life.